# Carahue
Carahue este un oraș și comună din provincia Cautín, regiunea La Araucanía, Chile, cu o populație de 24.377 locuitori (2012) și o suprafață de 1340,5 km2.